# Antoine-Pascal d'Espagne
 (avril 2018).
Si vous disposez d'ouvrages ou d'articles de référence ou si vous connaissez des sites web de qualité traitant du thème abordé ici, merci de compléter l'article en donnant les références utiles à sa vérifiabilité et en les liant à la section « Notes et références ».
Antoine-Pascal d'Espagne, né à Caserte le 31 décembre 1755 et mort à Saint-Laurent du Escorial le 20 avril 1817, est un prince espagnol, fils du roi Charles III d'Espagne et frère cadet des rois Charles IV d'Espagne et de Ferdinand IV de Naples. Marié à sa nièce, Marie-Amélie, il est infant d'Espagne et également prince royal de Naples.

## Biographie
Antonio Pascual Francisco Javier Juan Nepomuceno Angel Raimundo Silvestre est né au palais d'Acquaviva à Caserte, où résidait la famille royale avant la construction du palais de Caserte. Il avait une étonnante ressemblance physique avec son frère Charles IV.
Il se maria avec sa nièce Marie-Amélie d'Espagne le 25 août 1795, avec laquelle il n'eut pas d'enfant survivant, devenant veuf trois ans plus tard.

### Époque napoléonienne
Il a été partisan du prince Ferdinand, et détestait le favori de Charles IV, Manuel Godoy.
Il fut nommé à la tête de la Junte suprême de gouvernement par désignation de Ferdinand VII quand celui-ci dut se rendre à l'entrevue de Bayonne avec Napoléon (1808), avec pour consigne de s'entendre avec les troupes françaises et chercher la bonne harmonie. Après le soulèvement du Dos de Mayo (2 mai 1808), Napoléon ordonna à Murat, commandant des troupes françaises, d'assurer la totalité des pouvoirs à Madrid, de mettre la Junte sous surveillance, d'ôter sa fonction de régent au prince et de l'envoyer rejoindre la famille royale en captivité ; Murat lui remit 25 000 francs pour ses frais de voyage.
Pendant la Guerre d'indépendance espagnole, il partagea son emprisonnement avec la famille royale au château de Valençay. De retour en Espagne, il occupa de grandes charges officielles. Il fut toute sa vie un ferme partisan de l'absolutisme.
Il entreprit des travaux pour la restauration du Real Sito de La Isabela, à Sacedón, site qui est submergé en 1955 par les eaux du barrage de Buendía.
L'infant figure sur le fameux tableau de Francisco Goya La Famille de Charles IV.

## Honneurs et distinctions

### Distinctions
Espagnoles
- Chevalier de l'Ordre de la Toison d'or[3].
- Chevalier Grand Croix de l'Ordre de Charles III[4].
- Chevalier Grand Croix de l'Ordre d'Isabelle la Catholique.
- Ordre de Saint-Jacques
  -  Commandeur de Corral de Almaguer (1798 - 1806), des Saints de Maimona (1798) et de Villahermosa (1806)[5]
  - 18 février 1766:  Chevalier.
- Ordre d'Alcántara
  - 1er février de 1766:  Grand Commandeur[6].
  - 1er février de 1766:  Commandeur de Piedrabuena, de Castelnovo, de Ceclavín et Zalamea.
- Ordre de Calatrava
  - 1772:  Grand Commandeur d'Aragon ou Alcañiz[7],[5].
  - 1772:  Commandeur de Fresneda et Rafales  et Manzanares.

#### Étrangères
- 7 juin 1767:   Chevalier de l'Ordre du Saint-Esprit. (Royaume de France)[8]
- 7 juin 1767:    Chevalier de l'Ordre de Saint-Michel. (Royaume de France)
- 31 décembre 1755:  Chevalier de l'Ordre de Saint-Janvier. (Royaume de Naples)[9]

### Autres titres
- 1814 - 1817: Amiral général de l'Espagne et des Indes (Amériques).
- Protecteur De la Junte Supérieure Gouvernementale de Chirurgie.